# Bøverdal

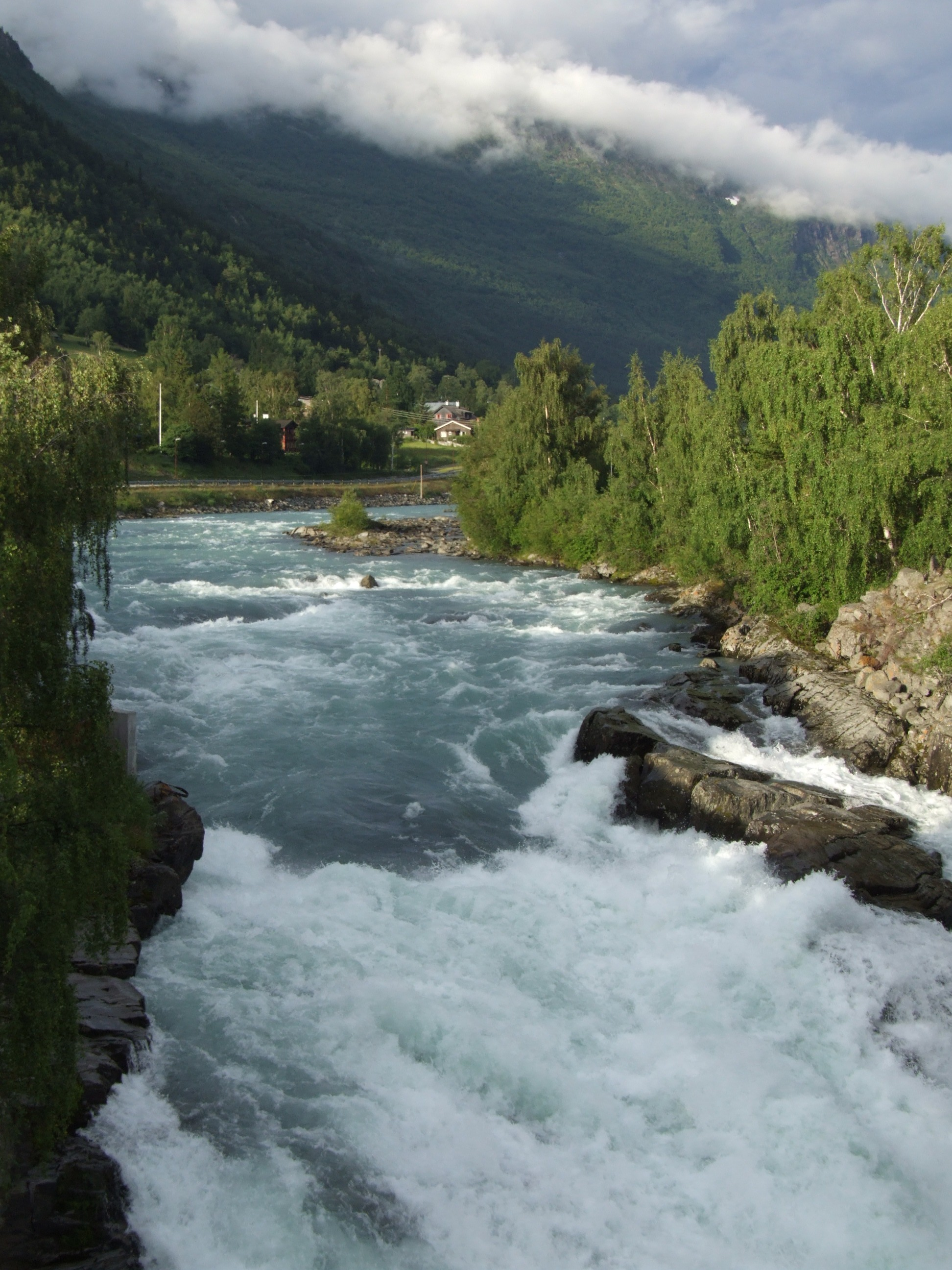
River Bøvra en Lom

Bøverdal es un valle en el municipio de Lom en el condado de Oppland, Noruega. 
El río Bøvra fluye a través del valle. Durante muchos siglos una ruta subía del pueblo de Lom pueblo a través de Bøverdal y bajaba a Sogn.
La columna de Saga, de 34 metros de alto(en noruego: Sagasøyla), fue levantado en Bøverdalen en 1992. La historia de la columna es muy compleja. Empezó en 1926, cuando el escultor Wilhelm Rasmussen (1879–1965) ganó la competición para una columna que celebrara la Constitución noruega. El monumento (Eidsvollsmonumentet) estaba originalmente pensado para ser colocado en el parlamento noruego en Oslo. La columna muestra la historia de Noruega durante el tiempo del primer rey, Harald Fairhair  en 872 por la primera asamblea nacional Riksforsamlingen  en Eidsvoll en 1814.